# وليام كامبل ستير
وليام كامبل ستير (بالإنجليزية: William Campbell Steere)‏ (1907-1989) عالم نبات أمريكي معروف كخبير في النباتات الطحلبية والأنواع الأمريكية القطبية والاستوائية على وجه الخصوص.

## روابط خارجية
- أعمال أو نبذة عن وليام كامبل ستير على أرشيف الإنترنت